# Axel Mecklinger
Axel Mecklinger (* 15. Mai 1961 in Esslingen am Neckar) ist ein deutscher Neuropsychologe. 

## Leben
In den Jahren 1982 bis 1986 absolvierte er ein Studium der Psychologie an der Freien Universität Berlin und schloss es mit dem Diplom ab. Im Jahr 1991 promovierte er zum Thema Gedächtnissuchprozesse. Danach war er zu Forschungsaufenthalten am Department of Psychology der University of Illinois at Urbana-Champaign, im Armstrong Laboratory, Dayton, Ohio, an der University of California, San Diego, an der Columbia University (alle USA), am Centre national de la recherche scientifique (CNRS) in Marseille und am New York Psychiatric Hospital.
Mecklinger habilitierte sich 1997 an der Universität Leipzig und ist seit 2000 im Fachgebiet Psychologie Inhaber des Lehrstuhls Experimentelle Neuropsychologie an der Universität des Saarlandes.

## Leistungen
In den Jahren 1999 und 2000 war er Leiter der Forschungsgruppe „Neurocognition of Memory“ am Max-Planck-Institut für Kognitions- und Neurowissenschaften. Von 2003 bis 2009 war er Sprecher der von der DFG geförderten Forschergruppe FOR 448 Binding: Functional Architecture, Neuronal Correlates and Onthogenesis. Von 2008 bis 2017 war er zudem Sprecher des Internationalen Graduiertenkollegs Adaptive Minds: Neural and Environmental Constraints on Learning and Memory. Seit 2014 ist Axel Mecklinger einer von drei Mitherausgebern der Zeitschrift Brain and Cognition. Seit 2017 hat er an der Universität des Saarlandes auch die Funktion der Ombudsperson zur Sicherung guter wissenschaftlicher Praxis inne. Die Forschungsschwerpunkte von Axel Mecklinger sind die Neurokognition des Gedächtnisses und der Sprache, Exekutive Funktionen und Neuropsychologische Störungen (Amnesie). Hierzu verwendet er schwerpunktmäßig psychophysiologische Verfahren (EEG, MEG, fMRI). Er ist Autor von über 160 Fachartikeln (Stand Ende 2020).

## Mitgliedschaften
- Society for Psychophysiological Research
- Deutsche Gesellschaft für Psychologie
- Cognitive Neuroscience Society

## Auszeichnungen
- 1992: „Nachwuchswissenschaftlerpreis“ der Deutschen Gesellschaft für Psychophysiologie und ihre Anwendungen
- 1994 „Federation Prize“ der European Federation of Psychophysiology Societies
- 1999 „Distinguished Scientific Award for an Early Career Contribution to Psychophysiology“ der Society for Psychophysiological Research

## Schriften
- Gedächtnissuchprozesse: Eine Analyse ereigniskorrelierter Potentiale und der EEG-Spontanaktiviät. Dissertation, Freie Universität Berlin, 1991.
- Handbook of Binding and Memory: Perspectives from Cognitive Neuroscience. Oxford University Press, New York. 2006, ISBN 978-0-19-852967-5.
- Bound in memory: insights from behavioral and neuropsychological studies. Shaker, Aachen 2004, ISBN 978-3832228712.
- The control of long-term memory: Brain systems and cognitive processes. Neuroscience and Biobehavioral Reviews 34, 2010, S. 1055.